# Куйбишевський район (Донецьк)

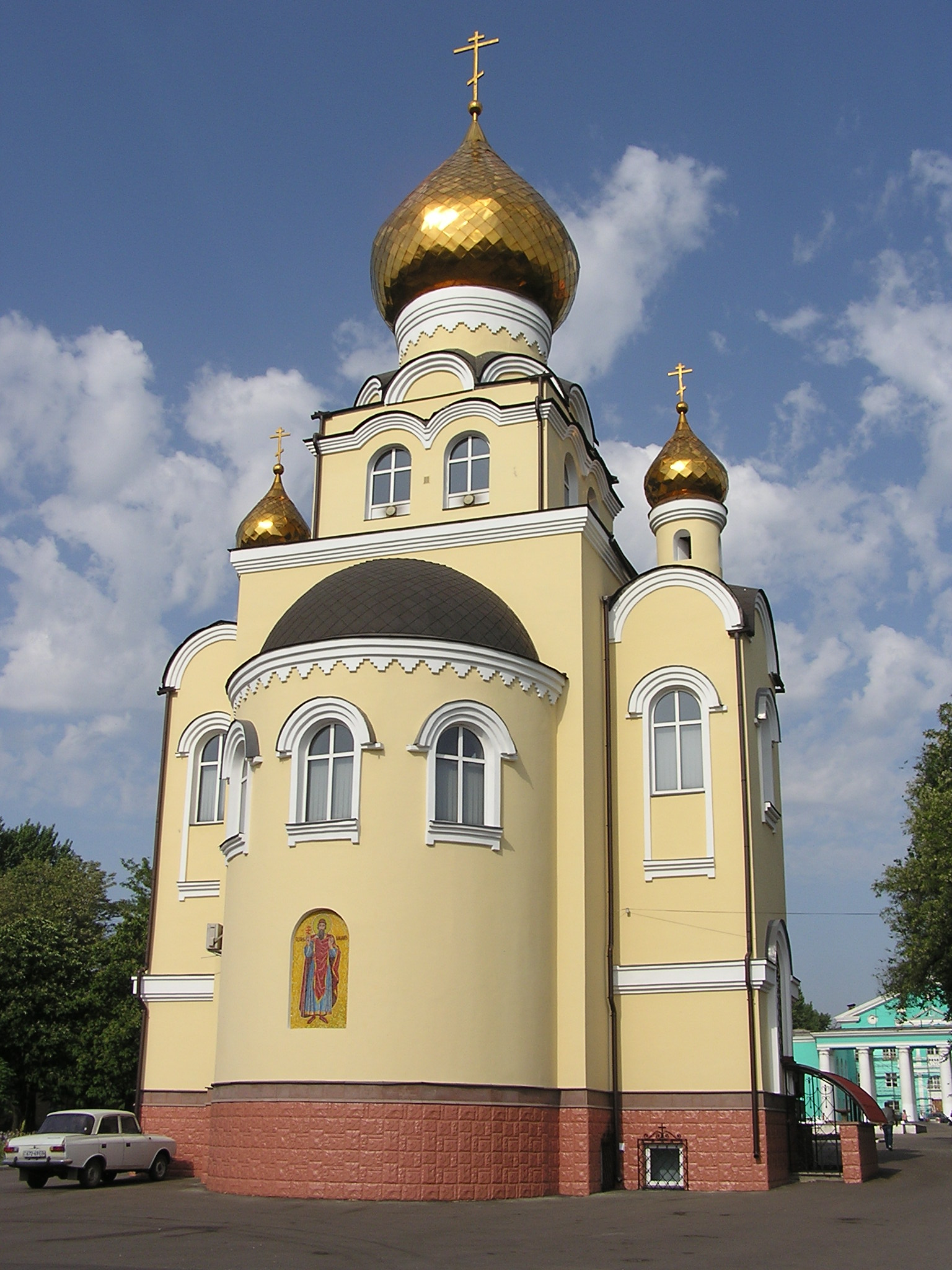
Церква Святого Рівноапостольного князя Володимира

Ку́йбишевський район — адміністративний район на заході і північному заході Донецька.
- Площа — 51 км²
- Населення району — 116 779 осіб (2001 рік).
- Заснований в 1937 році.

## Населення
За даними перепису 2001 року населення району становило 116 779 осіб.

### Мовний склад
Рідна мова населення за даними перепису 2001 року:
| Мова       | Чисельність, осіб | Доля     |
| ---------- | ----------------- | -------- |
| Українська | 12 471            | 10,68 %  |
| Російська  | 102 982           | 88,19 %  |
| Інше       | 1 326             | 1,13 %   |
| Разом      | 116 779           | 100,00 % |

## Визначні будівлі

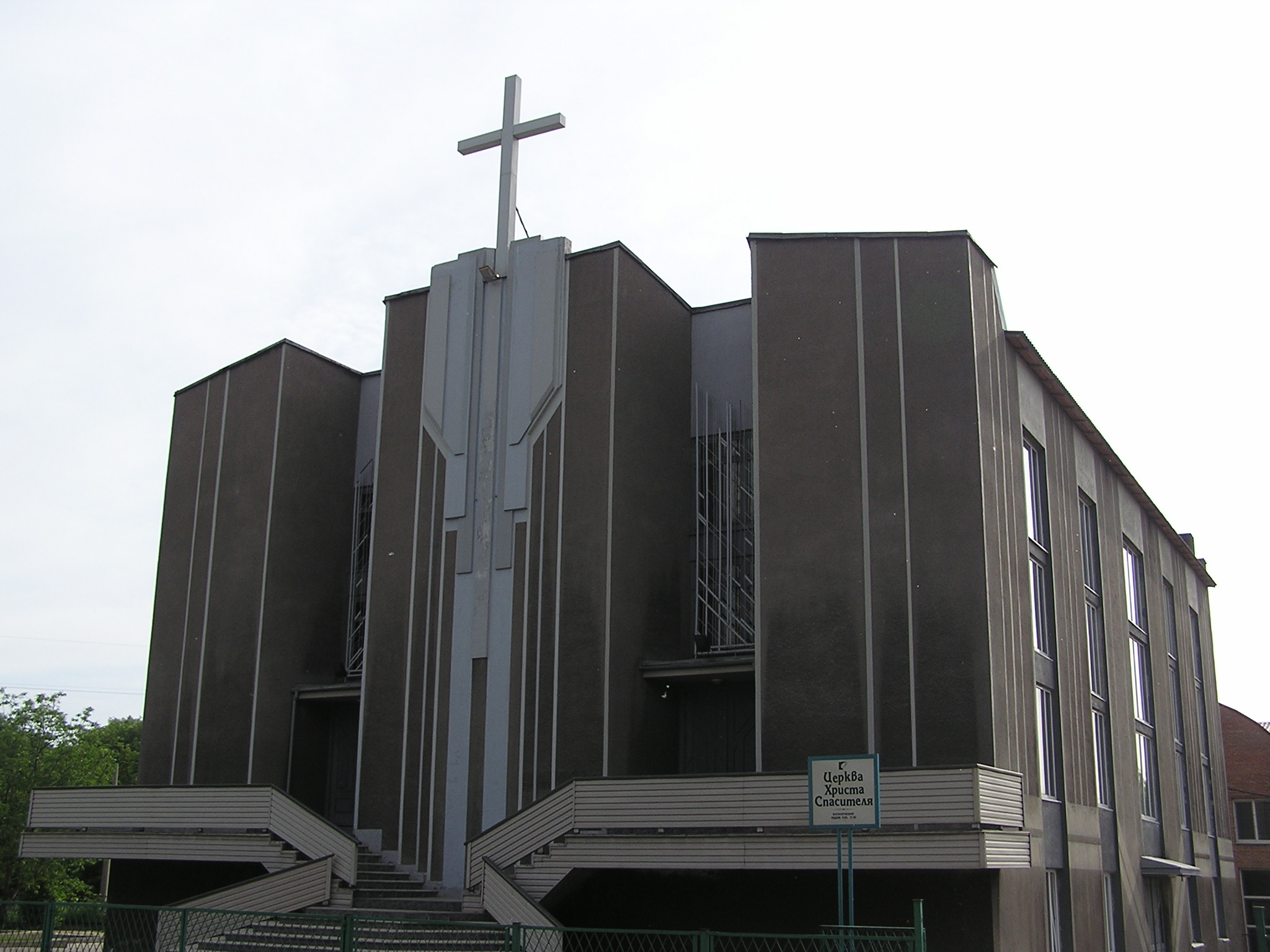
Церква Христа Спасителя

- Палаци культури Куйбишева, заводу хімреактивів, шахти «Жовтнева», імені Тараса Шевченка,
- Палац спорту шахтоуправління «Жовтневе»,
- Готель «Прага»,
- Кінотеатри «Аврора», «Юність»,

### Релігія

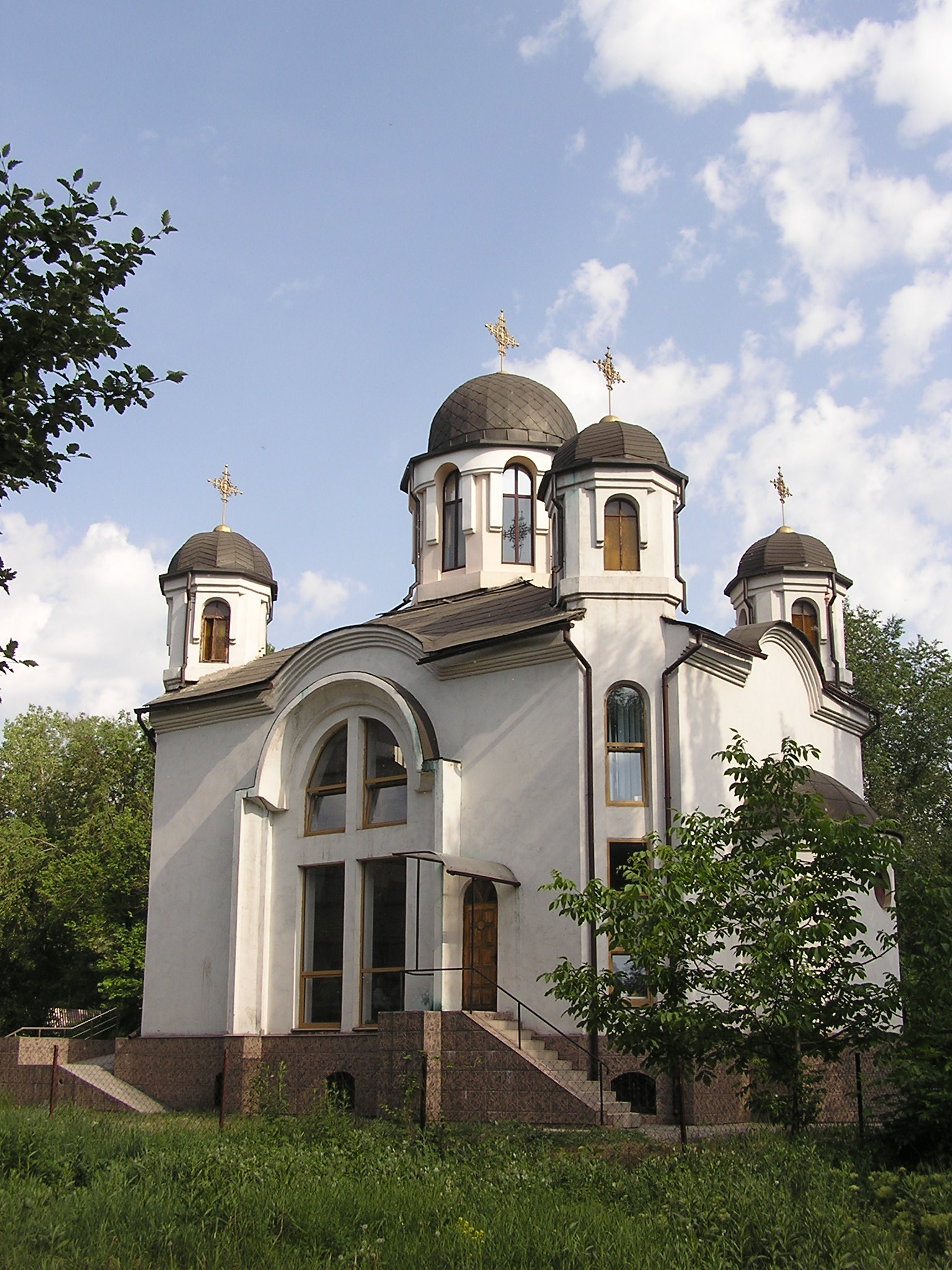
Греко-католицька церква Покрови Пресвятої Богородиці

- Храм Святого Рівноапостольного Князя Володимира,
- Свято-Ігнатьєвський храм,
- Храм Святих Першовишніх Апостолів Петра і Павла,
- Храм Покрови Пресвятої Богородиці (греко-католицький),
- Каплиця Святої Вірниці (греко-католицький),
- Молитовний будинок християн віри євангельської,
- Церква Ісуса Христа Святих останніх днів (мормонів),
- Соборна мечеть «Ахать-Джамі»,

## Житлові райони
- поселення:
  - Смолянка,
  - Жовтневе,
  - Хімік,
  - Червоний Пахар,
  - Гірник,
  - Адміністративний,
  - 15-та ділянка,
  - Лозівське;
- багатоповерхові райони:
  - Магістральний,
  - Індустріальний,
  - Азотний,
  - Жилкоп,
  - Кар'єр,
  - Жовтневий,
  - Топаз,
  - Площа Бакинських комісарів.

## Головні вулиці
- вулиця Куйбишева,
- проспект Богдана Хмельницького,
- проспект Панфілова,
- Югославська вулиця,
- проспект Олександра Матросова,
- Проспект Маршала Жукова,
- Артемівська вулиця,
- Вулиця Стратонавтів,
- Вулиця 60 років СРСР,
- Вулиця Добронравова,
- вулиця Професорів Богославських.

## Промислові підприємства

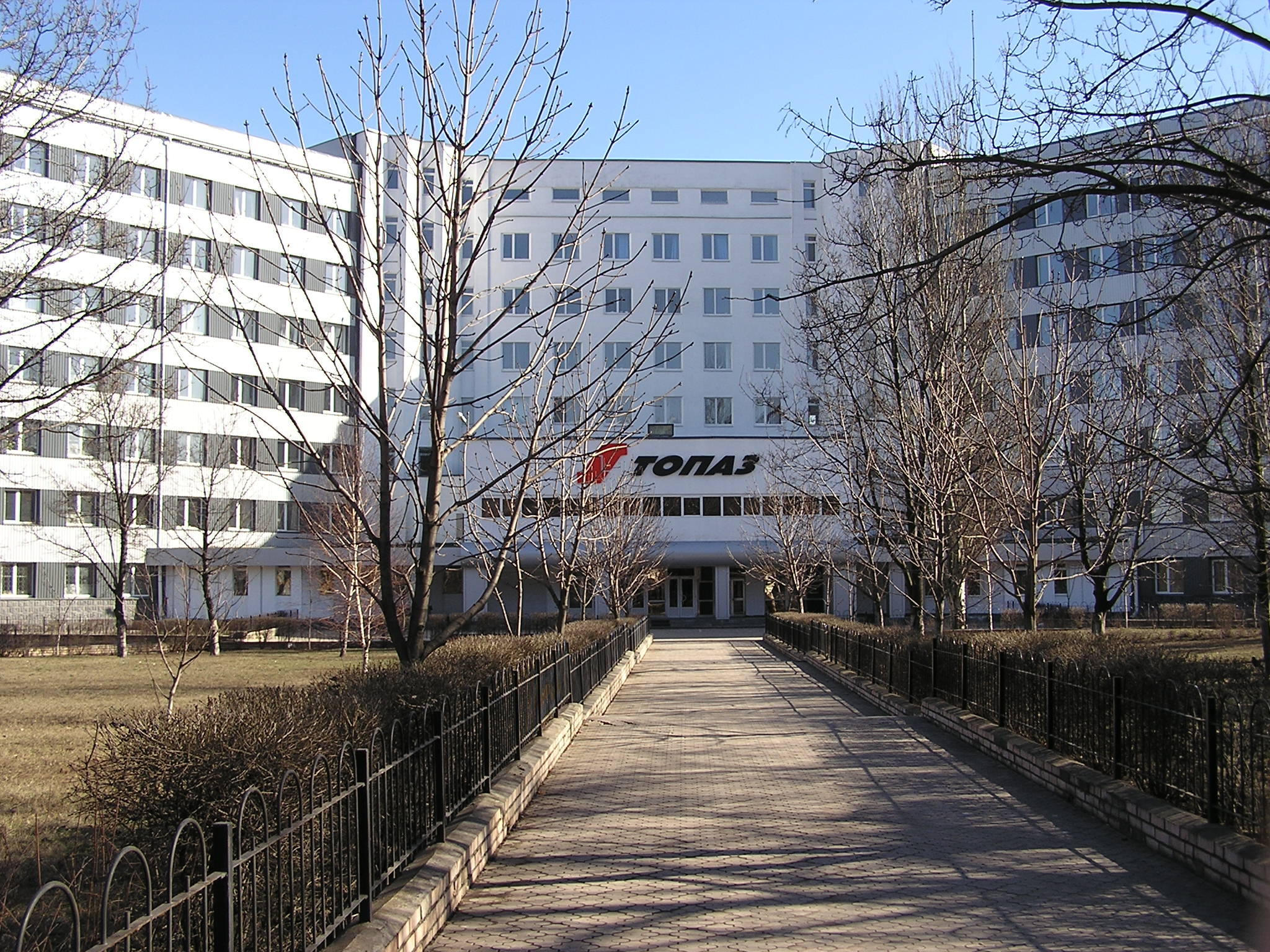
Завод «Топаз»

- шахти: «шахта „Жовтнева копальня“ (ДП „Донецька вугільна енергетична компанія“), ДП шахта „Куйбишевська“, ДП шахта імені Максима Горького», ОП "шахта «Панфіловська» (дирекція ліквідації шахт).
- Фінансово-промислова корпорація «DMS»
- «Донецьккокс» (Смолянська дільниця — поточно не працює),
- «Донбаскабель»,
- Завод «Топаз»,
- Донецький завод хімреактивів (колишній Донецький азотний завод),
- Донецький державний завод хімічних виробів.

## Міський транспорт
- Донміськелектротранспорт:
  - тролейбус — маршрути № 10 (на півночі району), № 14 (у центрі району),
  - трамвай — маршрут № 4 (на півдні району),
- Автовокзал «Західний»,
- Метрополітен — плануються станції: «Академічна», «Площа 26-ти Бакинських комісарів», «Коксохімзавод», «Вулиця Олимпієва», «Жовтнева».

## Залізничні станції
- Кварцитний